# Siegfried Perrey
Siegfried Perrey (* 28. Mai 1915 in Königsberg (Preußen); † 17. Juli 1984 in Bad Mergentheim) war ein deutscher Handballspieler und Sportfunktionär.

## Werdegang
Der hochgewachsene Perrey spielte für den VfL Königsberg und kam 1936 in die deutsche Feldhandball-Nationalmannschaft. Er bestritt als Mittelstürmer von 1937 bis 1939 sieben Länderspiele.
Perrey studierte vier Jahre auf dem Konservatorium Klavier und machte in der Danziger Marienkirche das Organisten-Examen. Später arbeitete er als Volksschullehrer.
Nach dem Krieg kam Perrey von Danzig nach Flensburg. Dort arbeitete er zunächst als Oberlehrer und Chef des Stadtamtes für Leibesübungen. Ab 1947 war er Sportdirektor der Sportschule Flensburg-Mürwik und gleichzeitig 1. Sportwart des Deutschen Handballverbandes. Unter seiner Leitung trainierte in Mürwik die deutsche Olympiamannschaft für die Olympischen Sommerspiele 1952 in Helsinki. Anschließend wurde Perrey zum Organisationschef für die deutsche Olympiamannschaft in Helsinki berufen. Diese Funktion behielt er bis zu seinem Tode bei.
Nach dem Vorwurf finanzieller Unregelmäßigkeiten bei Bewirtungskosten wurde er 1953 als Leiter der Landessportschule Flensburg-Mürwik und als Leiter des Stadtamtes für Leibesübungen entlassen. Er soll dabei Landes- und Bundesmittel die „ausschließlich für die Pflege des internationalen Sportverkehrs bestimmt waren, für andere Veranstaltungen seiner Sportschule verwendet haben“. Perrey bestritt die Vorwürfe und sprach von einer politischen Intrige.
Es kam zu einem Strafprozess, an dessen Ende er 1954 wegen seiner Vergehen zu zwei Monaten Gefängnis und 300 D-Mark Geldstrafe verurteilt wurde. Das von Perrey angestrengte Revisionsverfahren wurde vom Bundesgerichtshof aufgrund einer Amnestie eingestellt.
Um 1955 kam Perrey von Flensburg nach Haßloch. Dort wurde er Leiter des Pfälzer Handballzentrums und war hauptamtlich als Handballlehrer im ganzen Pfälzer Handball-Verband tätig. Als er seine Verbandstätigkeit beendete, wurde er Lehrer an der Haßlocher Schillerschule.
Dabei engagierte sich Perrey besonders für die TSG Haßloch. Perrey galt als Organisationsgenie und wurde wegen seiner laut-fröhlichen Art auch „Don Krawallo“ genannt.
Ende 1960 endete sein Engagement für die TSG.
In Haßloch ist eine Straße nach ihm benannt.
International bekannt wurde Perrey als Olympia-Koordinator. Bei den Olympischen Sommerspielen 1964 in Tokio war er Olympia-Inspekteur der deutschen Mannschaft.
Er war Organisator der Eröffnungs- und Abschlussfeier der Olympischen Sommerspiele 1972 in München. Als Repräsentant des deutschen Sports bekam er den Spitznamen Mister Olympia.
1965 wurde er erster Leitender Direktor des Bundesausschusses Leistungssport, ehe er 1969 von Helmut Meyer abgelöst wurde und in das Organisationskomitee der Olympischen Spiele in München wechselte.
1979 schied er als für den Schulsport verantwortlicher Regierungsdirektor der rheinhessisch-pfälzischen Bezirksregierung aus dem Dienst aus. Er war Ritter der französischen Ehrenlegion und Träger des Verdienstordens der Bundesrepublik Deutschland 1. Klasse.
Er verstarb nach langer schwerer Krankheit 1984 in einem Bad Mergentheimer Sanatorium.

## Familie
Er war verheiratet mit Marianne (1918–2008), mit der er zwei Töchter und einen Sohn hatte.

## Veröffentlichungen
- Siegfried Perrey: Trainingsmethoden, Talentsuche- und Förderung. Nationales Olympisches Komitee für Deutschland, Wissenschaftlichen und Methodischen Förderung d. Leistungssports im NOK. Verlag Westfalendr., 1962
- Siegfried Perrey: Programmablauf der Eröffnungsfeier: München 1972. 1972.